# Lougé-sur-Maire

Lougé-sur-Maire este o comună în departamentul Orne, Franța. În 1 ianuarie 2022 avea o populație de 314 de locuitori.